# Pallamano Secchia Rubiera
La Pallamano Secchia Rubiera è un'associazione sportiva dilettantistica italiana di pallamano maschile nata nel luglio del 2011 per proseguire la tradizione sportiva rubierese in questa disciplina.
Milita in Serie A Gold e disputa le proprie gare interne al PalaBursi di Rubiera.

## Storia

### I primi trent'anni
La storia della pallamano a Rubiera inizia nel 1974 (con il nome di Pallamano Rubiera). La squadra composta da atleti giovanissimi arriva alla serie A nella stagione 1978/79. Dopo alcuni alti e bassi, dal 1982/83 si piazza stabilmente nel massimo campionato. All'inizio degli anni '90 arriva la prima partecipazione alle Coppe Europee, partecipazione che poi diventerà abituale in quasi tutti i campionati successivi. Nella stagione 1993/94 la Pallamano Rubiera vince la prima Coppa Italia.
Nel giugno del 2002 va in porto la fusione con la Pallamano Modena.
Nasce così la Pallamano Secchia, con sede ed attività a Rubiera. Arriva subito la vittoria dello scudetto Under 19 (stagione 2002/03), poi nel 2004/05 la seconda Coppa Italia. Infine nella stagione 2007/08 la Pallamano Secchia vince l'Handball Trophy.

### La retrocessione e la rifondazione
Nella stagione 2010/11 la Pallamano Secchia retrocede in A/1. Subito dopo la retrocessione i dirigenti della Pallamano Secchia decidono di ritirarsi e di chiudere la società.
Il movimento pallamanistico rubierese viene tenuto in vita da un nuovo gruppo di persone, per lo più genitori di ragazzi che giocano nelle giovanili, che si uniscono e creano un nuovo club, la Pallamano Secchia Rubiera, che si iscrive al campionato di serie B 2011/12. La Pallamano Secchia Rubiera disputa le proprie gare interne al PalaBursi di Rubiera.
La prima stagione della nuova società, che punta prima di tutto alla valorizzazione del settore giovanile, si chiude in modo positivo: il 3 giugno 2012 a Fasano la squadra Under 16 dell'Omac Rubiera conquista lo scudetto di categoria battendo nella finalissima i padroni di casa 39-36.
Nella stagione 2012/13 la Pallamano Secchia Rubiera ottiene la salvezza nel campionato di Serie A2. Ritorna il Derby del Secchia con Modena, che mancava da ben 10 anni. A livello giovanile il club rubierese arriva fino alla finale scudetto nella categoria Under 18, dove viene sconfitto dal Bolzano.
Nella Stagione 2013/14 la Pallamano Secchia Rubiera conquista un'altra salvezza nel campionato di Serie A2. A livello giovanile sono due le squadre che arrivano alle Finali Nazionali: la Under 16 va a giocare a Fasano mentre le Finali Nazionali Under 18 vengono organizzate proprio a Rubiera. Nella finalissima di fronte a mille spettatori Rubiera cede dopo i supplementari a Bressanone.
Nella Stagione 2014/15 la Pallamano Secchia Rubiera ottiene una tranquilla salvezza nel Girone C del Campionato di Serie A2. A livello giovanile la squadra Under 14 conquista il titolo regionale e ottiene il 5º posto assoluto alle Finali Nazionali di categoria disputate a Misano Adriatico.
Nella Stagione 2015/16 la Pallamano Secchia Rubiera è grande protagonista nel campionato di A2, lotta fino all'ultimo per la promozione in serie A e cede solo alla toscana Tavarnelle che ottiene il salto di categoria. Inoltre la società iscrive per la prima volta una seconda squadra Seniores al campionato di Serie B.
Nella Stagione 2016/17 la Pallamano Secchia Rubiera si conferma al vertice del campionato di A2 maschile e partecipa per il secondo anno al campionato regionale di Serie B.
Nella Stagione 2017/18 la Pallamano Secchia Rubiera conquista il pass per il successivo rinnovato campionato di Serie A2. A livello giovanile la Under 17 e la Under 19 vanno alle Finali Nazionali. La Under 19 arriva fino alla Semifinale Scudetto. Per la prima volta la Scuola di Pallamano propone attività Under 11 e Under 9.

### Il ritorno e il quadriennio in A
Nella stagione 2020/21 il Secchia Rubiera si rende protagonista di un girone B di Serie A2 senza sconfitte, vincendo 20 partite su 22 giocate e qualificandosi così alle Final6 promozione di Chieti. Il 29 maggio vince la partita decisiva contro il Torri e guadagna la promozione: dopo 10 anni la squadra fa ritorno in Serie A. La squadra torna anche a vincere un titolo dopo l'Handball Trophy del 2007: si tratta della Coppa Italia di Serie A2 vinta contro i rivali del Carpi, anch'essi promossi in A. Per ben quattro stagioni Rubiera partecipa alla massima serie, sempre con l'obiettivo salvezza. Alla prima stagione arriva la salvezza ai playout contro l'Eppan, dove risulta decisivo il pareggio ottenuto in Alto Adige nella gara di ritorno: protagonista della stagione l'esperto centrale lettone Veršakovs che risulterà essere capocannoniere della squadra. L'anno successivo saranno ancora playout, con la salvezza che però viene raggiunta al primo turno degli spareggi nel derby contro Carpi: l'iraniano con passaporto ucraino Naghavialhosseini è decisivo con le sue 23 reti in tre gare. Anche nella stagione 2023-24 la salvezza è raggiunta al primo turno dei playoff contro Cingoli: quest'anno è il turno di Kreshnik Kasa che per 27 volte in tre partite va a referto e regala la tanto desiderata permanenza. Al quarto anno però la crisi di risultati è pesante e decisiva per il prosieguo del campionato: per ben tredici partite la compagine allenata da Luca Galluccio non fa punti e chiude il campionato in ultima posizione con il magro bottino di due vittorie e un pareggio in ventisei partite: la retrocessione è realtà.

## Palmarès

### Competizioni nazionali
- Coppa Italia (pallamano maschile): 2
1993-94, 2004-05.
- Handball Trophy (pallamano maschile): 1
2007-08.

- Coppa Italia di Serie A2 (pallamano maschile): 2
2002-03, 2020-21.

### Competizioni giovanili
- Scudetto Under 19 (pallamano maschile): 1
2002-03.
- Scudetto Under 16 (pallamano maschile): 1
2011-12.

## Giocatori principali
- Fabrizio Zafferi, T
- Giovanni Oleari, C
- Giuseppe Oleari, PV
- Christian Rossi, A
- Davide Ruozzi, T
- Andrea Benci, T
- Velimir Rajić, T
- Samir Nezirević, T
- Vladan Krasavac, PT
- Milan Stanković, PT
- Božo Rudić, T
- Marko Kogelnik, T
- Paulo da Silva, T
- Mike Bezdicek, T
- Željko Babić, A
- Željko Nimš, PT
- David Katzirz, T
- Sergo Datukashvili, T

## Rosa 2025-2026
|    | Naz.                 | Ruolo | Sportivo           | Anno |  |  |
| -- | -------------------- | ----- | ------------------ | ---- |  |  |
| 1  | Italia (bandiera)    | P     | Mattia Rivi        | 1992 |  |  |
| 7  | Italia (bandiera)    | A     | Francesco Errico   | 1999 |  |  |
| 9  | Italia (bandiera)    | T     | Luca Oleari        | 2001 |  |  |
| 13 | Italia (bandiera)    | A     | Roberto Bartoli    | 1997 |  |  |
| 17 | Albania (bandiera)   | A     | Pashko Hila        | 1995 |  |  |
| 29 | Italia (bandiera)    | T     | Elio Strada        | 1998 |  |  |
| 30 | Italia (bandiera)    | T     | Stefano Bonassi    | 1996 |  |  |
| 34 | Italia (bandiera)    | A     | Paolo Canelli      | 2005 |  |  |
|    | Italia (bandiera)    | T     | Tommaso Baccarani  | 2007 |  |  |
|    | Italia (bandiera)    | A     | Mattina Bandini    | 2001 |  |  |
|    | Italia (bandiera)    | A     | Alessio Bertarella | 2009 |  |  |
|    | Italia (bandiera)    | P     | Giovanni D'Agata   | 2003 |  |  |
|    | Argentina (bandiera) | T     | Augusto Drudi      | 2001 |  |  |
|    | Italia (bandiera)    | T     | Nicolas Facchini   | 2009 |  |  |
|    | Italia (bandiera)    | PV    | Federico Gualtieri | 2006 |  |  |
|    | Italia (bandiera)    | P     | Nicholas Gherman   | 2010 |  |  |
|    | Italia (bandiera)    | T     | Federico Guerzoni  | 2006 |  |  |
|    | Spagna (bandiera)    | T     | Raúl Jover         | 2004 |  |  |
|    | Italia (bandiera)    | T     | Matteo Manzini     | 2005 |  |  |
|    | Italia (bandiera)    | PV    | Andrea Strozzi     | 2002 |  |  |
|    | Italia (bandiera)    | T     | Diego Venanzi      | 2006 |  |  |

### Staff
- Allenatore:  Matteo Corradini

- Preparatore portieri:  Claudio Vaccari

## Tornei Giovanili
L'ASD Pallamano Secchia Rubiera organizza nel corso di ogni stagione due Tornei Giovanili a Rubiera:

TORNEO DELL'EPIFANIA: manifestazione riservata alle categorie di pallamano promozionale che si svolge il primo sabato dell'anno.

MEMORIAL CORRADINI: torneo riservato a tutte le categorie giovanili che si svolge l'ultimo weekend di settembre.